# Ciagym Futsal Maringá
O Ciagym Futsal Maringá,  é um clube de futsal brasileiro da cidade de Maringá, norte do Paraná. Suas cores são o Verde, Vermelho e Branco, a equipe manda seus jogos no Ginásio Chico Neto, com capacidade para 5.500 pessoas.
A agremiação é oriunda do Centro Integrado de Assistência Gerador de Movimento para Cidadania (Ciagym), uma associação poliesportiva que contempla, o futebol de salão e a ginástica rítmica. Além do trabalho em esportes de rendimento, o Ciagym, é uma ONG, ativa em inúmeros projetos sociais para crianças.

## História
O clube foi criado em 2006, sob o regimento do Centro Integrado de Assistência Gerador de Movimento para Cidadania (Ciagym). O objetivo era por em prática a filosofia da instituição, proporcionado a população maringaense, a oportunidade de acompanhar o esporte mais popular do interior do estado. Sob tal iniciativa, foi possível dar seguimento a modalidade no município, que se encontrava sem representante, no futsal desde a extinção da Associação Maringaense de Futsal.
A primeira competição foi a Chave Ouro 2007, com uma campanha mediana, termina na 7ª posição. Já em 2008, monta um grupo experiente e de boa qualidade, o resultado foi o vice-campeonato estadual, ao ser derrotado pelo Umuarama Futsal na final. Posteriormente, no ano de 2009, a esperança era repetir o sucesso, pois o clube alcançava um status respeitável na elite do futsal paranaense, porém encerra em 7º lugar pela segunda vez em sua história. Em 2010, realiza um campeonato irregular, alcançando o 8º posto na tabela, ao fim do torneio.
Em 2011, com baixos investimentos faz sua pior campanha na Chave Ouro, ocupando a 12ª colocação. Para, 2012, o Ciagym contou com a entrada de bons investimentos, em virtude da sua primeira participação na Liga Futsal, e apesar de não obter sucesso na competição nacional, no Paranaense termina em 3º, seu melhor desempenho desde 2008.
Atualmente, a agremiação pleiteia um bom ano, confirmando presença na Liga Futsal 2013, e sonhando em entrar no seleto grupo de campeões do estadual.

## Títulos

### Estaduais
- Campeão dos Jogos Abertos do Paraná: 2 (2012) e (2013)

### Nacionais
- Campeão do Jogos Abertos Brasileiros: 3 (2008), (2009) e (2010)

### Campanhas de Destaque
- Vice-campeão do Campeonato Paranaense de Futsal Chave Ouro: 2008

### Cateorias de base
- Campeonato Paranaense Sub-20: 2006.
- Vice-campeonato Paranaense Sub-20: 2007.
- Fase Regional dos Jogos da Juventude do Paraná (Sub-17): 2006[6].

## Elenco atual
Última atualização: 11 de fevereiro de 2014.
Legenda
- : Capitão
- : Jogador lesionado
- : Seleção Brasileira
- : Jogador suspenso